# Sporting Clube de Goa
Sporting Clube de Goa es un club deportivo con sede en el estado indio de Goa. Es conocido por su equipo de  fútbol construido en las líneas del gigante portugués Sporting Clube de Portugal y la adopción de un escudo del club similares.
El equipo Cidade de Goa (‘Ciudad de Goa’, en portugués) fue adquirido por los actuales propietarios del Sporting y rebautizado como el Sporting Clube de Goa en 1999.
Sporting Clube de Goa, un club de fútbol profesional, nació en 1999, cuando el público de Panjim decidió poner en marcha un club de fútbol después de que Cidade de Goa disolviera su equipo de fútbol. Así, después de Vasco Club Sports, el Sporting se convirtió en el segundo club de participación pública en Goa. El club, construido en las líneas del gigante portugués Sporting Clube de Portugal, ha hecho grandes avances en el circuito nacional. Sporting saltó a la fama por una impresionante actuación en la Copa Federación de 2001-02, el equipo llegó a las semifinales después de las victorias sobre los equipos más fuertes como East Bengal e Indian Bank.
Sporting hizo su debut en la temporada 2003-04 de la Indian National Football League Premier Division, y estaban a punto de ganar su primer título de liga, pero perdió en el último día, cuando Dempo Sports Club superó a la del título. Su temporada se vio empañada por un terrible accidente de autobús que descartar cuatro jugadores clave para toda la temporada, mientras que varios otros resultaron heridos. Sin embargo, liderados por la importación nigeriana Dudu Omagbemi, se las arreglaron para completar sus partidos en un lapso muy corto de tiempo después de haber recibido un par de semanas fuera por lo que sus jugadores pueden recuperar, y heroicamente ocupó el segundo lugar por delante de potencias tradicionales como East Bengal, Mohun Bagan, Salgaocar y Mahindra United.

## Desempeño en la Copa Federación
Con la actuación brillante en el escenario nacional de fútbol, el Sporting Club de Goa llegó a la Copa Federación de 2001-02 en Chennai, por lo que lo convierte a los cuatro últimos después de derrotar a los equipos incluido el Indian Bank, Tollygunge e East Bengal, antes de retirarse a Dempo Sports Club en las semifinales. Aunque Sporting pierde frente a Mahindra United en Calcuta en la temporada 2002-03, hizo una reaparición en la Copa Federación de 2004, celebrada en Bangalore, al derrotar a Sporting Mohamedan y East Bengal, antes de perder ante Mohun Bagan. Sporting entró en la final de la Copa Federación de 2005, y emergió como el segundo lugar. En la siguiente temporada, el club llegó a la final, una vez más, pero perdió en la tanda de penaltis al Mohun Bagan.

## Performance At Durand Cup
El rendimiento del Sporting Clube de Goa ha sido razonablemente bueno en la Copa Durand. Después de entrar en los cuartos de final de la 117.ª Copa Duran 2004, se convirtió en el segundo lugar en el año siguiente. Sporting fue uno de los semifinalistas de la 119.ª Copa Durand de 2006 y alcanzó los cuartos de final en la 120.ª Copa Durand 2007. En la 121.ª 2008 Durand Copa, el club llegó a las semifinales.

## Futbolistas

### Former players
For details of former players, see Category:SC Goa players.
- Junior Obagbemiro
- Stanley Bernard Stephen Samuel
- MacPherlin Dudu Omagbemi

### National League
El Sporting Clube de Goa surgió como campeones en la Segunda División de la Liga Nacional de Fútbol temporada 2002-2003. A partir de entonces, se clasificó para el período 2003-2004 de Primera División Liga Nacional de Fútbol. El club logró obtener el 8.º lugar y desde entonces, ha estado jugando por los máximos honores en el fútbol. Sporting ganó la Supercopa de ONGC, al derrotar a los campeones de NFL Dempo Sports Club por 3-0. Sporting Club de Goa terminó 4.º en la 10.ª Copa ONGC Liga Nacional de Fútbol 2005-06, seguido por una 6.ª posición en la 11.ª Copa ONGC Liga Nacional de Fútbol 2006-07.
| Season  | League   | P  | W  | D | L | F  | A  | Points | Position              |
| ------- | -------- | -- | -- | - | - | -- | -- | ------ | --------------------- |
| 2007-08 | I-League | 18 | 4  | 7 | 7 | 14 | 24 | 19     | 7th                   |
| 2006-07 | NFL      | 18 | 6  | 7 | 5 | 23 | 19 | 25     | 6th                   |
| 2005-06 | NFL      | 17 | 6  | 7 | 4 | 24 | 16 | 25     | 4th                   |
| 2004-05 | NFL      | 22 | 14 | 3 | 5 | 46 | 23 | 45     | Runners-up            |
| 2003-04 | NFL      | 22 | 7  | 6 | 9 | 34 | 35 | 27     | 8th                   |
| 2002-03 | NFL D2   | 13 | 7  | 5 | 1 | 31 | 12 | 26     | Champions             |
| 2000-01 | NFL D2   | 9  | 5  | 3 | 1 | 19 | 8  | 18     | 3rd Inter-group stage |

super cup winners